# Sit de Sierra Madre
El sit de Sierra Madre (Xenospiza baileyi) és un ocell de la família dels passerèl·lids (Passerellidae). És de color cafè-vermellós al dors i beix amb barrat negre. És un endèmic de Mèxic i la seva distribució es restringeix al sud de la Vall de Mèxic en tussocks (bunch-grass). Es troba en perill d'extinció (P) per la NOM-059 de Mèxic i considerada en perill (EN) per la llista vermella de la IUCN.

## Etimologia
El nom del gènere Xenospiza prové del grec antic «xénos» (ξένος), "un estrany" i «spíza» (σπίζα), "pinsà". El nom de l'espècie «baileyi» és una dedicatòria a Alfred M. Bailey, que va rebre l'espècimen d'Outram Bangs el 1931.

## Descripció
Els adults mesuren de mitjana 12 cm de longitud del bec a la cua. Pertany al gènere monotípic Xenospiza. És d'aparença similar als pardals dels aiguamolls (gènere Ammodramus) i de fet alguns científics l'havien arribat a incloure dins aquest gènere. Comparteix amb ells el color café-vermellós a la regió dorsal i el blanc/beix a la regió ventral, així com un ratllat abundant. No obstant això, es distingeix per la cua comparativament llarga i poc apuntada, a més del seu hàbitat, restringit a pastures alpines de regions molt elevades.

## Hàbitat
Habita en àrees riques en pastures, ja sigui a camp obert, a boscos o prop d'aiguamolls. Es distribueix en terres altes de clima temperat a l'oest i centre de Mèxic, molt localitzat a la Sierra Mare Occidental (estats de Jalisco i Durango) i a l'Eix Neovolcànic (Morelos, Estat de Mèxic i el Districte Federal).
És extremadament rar i el seu hàbitat està amenaçat per la creació de zones de pasturatge. BirdLife International considera que la població està decaient i, per tant, l'espècie aviat podria ser considerada en perill crític.

## Distribució històrica
Originalment és coneguda de tres localitats disjuntes: sud-est de Durango, nord de Jalisco i sud de la Vall de Mèxic (Collar et al., 1992; Cabrera, 1999; Cabrera & Escamilla, 2000; Cabrera & Navarro, 2000; Stattersfield & Capper, 2000). Tot i això, les poblacions del nord no han estat observades des de 1951 (Howell & Webb, 1995) malgrat que s'han realitzat cerques (vegeu Oliveras de Ita et al., 2001; Stattersfield & Capper, 2000) i per tant, la espècie es considera extinta en aquestes localitats.

## Distribució actual
La distribució actual del sit de Sierra Madre es restringeix al sud de la Vall de Mèxic, corresponent específicament per al Districte Federal, als romanents de zacatonal al sud de les delegacions de Tlalpan i Milpa Alta; també es troba al nord-est del poble de Sant Joan Tlacotenco, Municipi de Tepoztlán, Estat de Morelos i al sud-est del poble El Capulín, Estat de Mèxic.

## Història i taxonomia
El sit de Sierra Madre va ser descobert per primer cop a la Sierra de Bolaños, prop de Bolaños, Jalisco, l'any 1889. Els vuit exemplars morts per trets aleshores no van ser reconeguts com el que eren, però es creia que eren pardals aberrants de sit pardalenc de praderia o de sit cantaire o híbrids. Només quan es va capturar un altre ocell a prop de la ciutat de Durango el 1931 es va reconèixer com una espècie vàlida i diferent.
La població del sud va ser descoberta només el 1945, però s'ha observat des d'aleshores a diverses zones al voltant del Districte Federal, Morelos i l'Estat de Mèxic. Entre 1951, quan se'n van prendre 5 prop del Salto, i el 2004, quan es va redescobrir una petita població a la mateixa zona, la població del nord dels estats de Jalisco i Durango no es va trobar i es creu que va desaparèixer. Mentrestant, la subespècie proposada per la població austral X. b. sierrae es va reconèixer que es basava en variacions individuals i, per tant, no era vàlida; tanmateix, no hi ha flux genètic entre les poblacions i constitueixen dues Unitats Evolutivament Significatives (ESU en anglès) separades.
És l'única espècie del gènere Xenospiza; el gènere està estretament relacionat amb Melospiza i es limita als hàbitats de pastures alpines.